# 1998 VO6
1998 VO6 är en asteroid i huvudbältet som upptäcktes den 11 november 1998 av de båda japanska astronomerna Takeshi Urata och Yoshisada Shimizu vid Nachi-Katsuura-observatoriet.
Asteroiden har en diameter på ungefär 14 kilometer.